# Erich Unger (Philosoph)
Erich Unger (* 25. Oktober 1887 in Berlin; † 25. November 1950 in London) war ein deutscher Philosoph.

## Leben
Er besuchte die Schule in Berlin-Lichterfelde. Am Friedrichs-Gymnasium Berlin lernte er Oskar Goldberg kennen, der im Alter von siebzehn Jahren einen Literaturclub leitete. Als junger Mann wurde Unger eines der Gründungsmitglieder der literarischen expressionistischen Bewegung in Deutschland.
Im Ersten Weltkrieg fand Unger in der Schweiz neue Freunde, darunter Walter Benjamin, der seine Arbeit bewunderte und auch seine literarische Zusammenarbeit suchte. In den 1920er Jahren bot Unger ein intellektuelles Forum für eine Gruppe junger und angesehener Wissenschaftler, die regelmäßig ihre Ideen zu Wissenschaft, Politik und Philosophie diskutierten. Die Gruppe wurde schnell zu einem Zentrum für die Berliner Intelligenz des Tages.
Das Aufkommen Hitlers beendete eine vielversprechende akademische Karriere und Unger führte seine junge Familie 1933 ins Exil, zuerst nach Paris und später (1936) nach London, wo er bis zum Ende seines Lebens lebte.

## Schriften (Auswahl)
- Politik und Metaphysik, Berlin 1921, OCLC 39715221, Nachdruck hrsg. von Manfred Voigts, Würzburg, 1989
- Die staatslose Bildung eines jüdischen Volkes. Berlin, 1922, OCLC 234112667.
- Gegen die Dichtung. Eine Begründung des Konstruktionsprinzips in der Erkenntnis. Leipzig, 1925, OCLC 10731096 (Digitalisat).
- Das Problem der mythischen Realität. Eine Einleitung in die Goldbergsche Schrift: „Die Wirklichkeit der Hebräer“, Berlin, 1926, OCLC 311237886. (Digitalisat)
- Wirklichkeit Mythos Erkenntnis, München und Berlin, 1930
- The Imagination of Reason, Two philosophical essays, London, 1952
- Das Lebendige und das Göttliche, Jerusalem, 1966
- Vom Expressionismus zum Mythos des Hebräertums, Schriften 1908–1931, hrsg. von Manfred Voigts, Würzburg, 1992